# Hotel 1898

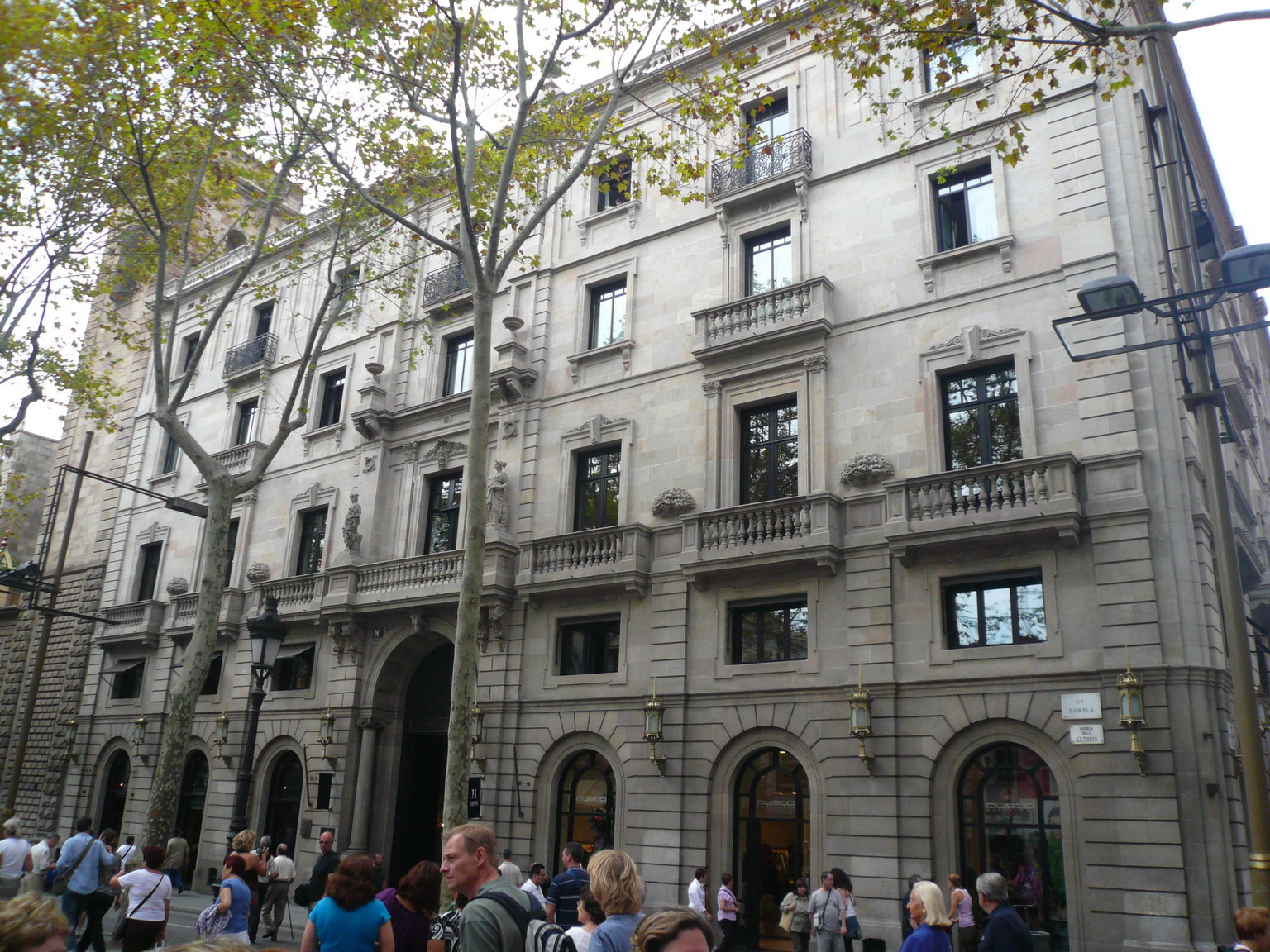
Fachada del Hotel 1898.

El actual Hotel 1898 de Barcelona, situado en La Rambla, 109, esquina Pintor Fortuny, es un reformado  casa neoclásico proyectado en 1880 por el arquitecto Josep Oriol Mestres.
El edificio fue creado como residencia particular de la familia de Antonio López y López, marqués de Comillas, fundadores de la Compañía Trasatlántica Española. De este edificio se conservan aún las iniciales en la puerta de La Rambla. No fue hasta 1929 que el edificio se convirtió en la sede de la Compañía General de Tabacos de Filipinas tras someterse a una profunda remodelación de la mano de Josep Maria Sagnier i Vidal y Josep Maria Rivas. Justo entonces se abrió a la calle Xuclà, en cuya esquina se encuentra la escultura del pintor Mariano Fortuny, obra de los hermanos Miquel y Llucià Oslé, e indisolublemente vinculada a la estructura del edificio desde 1942. Además, la figura del poeta de la Generación del 50, Jaime Gil de Biedma, se añade a la larga historia del edificio al haber sido secretario general de la Compañía General de Tabacos de Filipinas.
El Hotel 1898, propiedad de Núñez y Navarro Hotels, debe su nombre al año en que se independizaron las colonias españolas, Cuba y Filipinas. La rehabilitación del edificio corrió a cargo del equipo de expertos de Núñez y Navarro que empleó solo dos años en restaurar el edificio y convertirlo en el conocido hotel H1898 que abrió sus puertas en 2005.

## Rehabilitación del edificio
De los 13.600 m² que ocupa el edificio, unos 1.200, casi el 10%, se han conservado de la estructura original.
Dentro de la parte rehabilitada se incluye el vestíbulo de La Rambla, el antiguo almacén, hoy reconvertido en zona termal, gran parte del comedor y los siete Salones Coloniales de la segunda planta. El primero de ellos, esquina con pintor Fortuny, fue antaño el despacho de Jaime Gil de Biedma. De la parte exterior, se mantiene la fachada de La Rambla, construida en 1880 con piedra natural de la montaña de Montjuic. En ella destacan dos esculturas alegóricas que encarnan El Comercio y Ultramar, con la forma de Hermes y la Diosa de la Fortuna, representada con un timón de barco. Ambos símbolos atestiguan los vínculos comerciales de Barcelona con las colonias españolas en ultramar.
La fachada de la calle Pintor Fortuny solo conserva de 1880 los tres primeros arcos, realizados también en piedra natural. En este mismo lado destaca la cornisa donde se lee el nombre de la Compañía General de Tabacos de Filipinas, claro testimonio del pasado más inmediato de la edificación. El edificio tiene nueve plantas, dos de ellas sótanos. No obstante, desde la calle tan solo se aprecia una altura de cinco pisos y no de siete, dado que la nueva construcción ha querido respetar la altura original del edificio y disponer de amplias terrazas en los pisos superiores.
Núñez y Navarro Hotels confió el interiorismo del H1898 a Rosa Rosselló, conocida interiorista catalana, quien consiguió otorgarle una intensa calidez arropada entre materias como la madera, el cuero, el mimbre y una gran variedad de tejidos.
En las paredes del H1898 se contemplan imágenes de Filipinas captadas por la fotógrafa sueca, afincada en Barcelona, María Espeus.

## Servicios del Hotel
El Hotel 1898 dispone de 169 habitaciones, 3 de las cuales son suites coloniales con terraza y piscina privadas. Destaca también su gran terraza en la séptima planta, con piscina climatizada y bar-restaurante. En el primer piso está el Restaurant H1898. 
La oferta del Hotel 1898 se completa con un spa y una piscina cubierta en la planta sótano.